# 작은궁둥구멍
작은궁둥구멍(lesser sciatic foramen), 또는 소좌골공은 골반과 넓적다리 뒤쪽 사이에 있는 구멍이다. 이 구멍은 엉치뼈와 궁둥뼈결절 사이를 지나는 엉치결절인대와, 엉치뼈와 궁둥뼈가시 사이를 지나는 엉치가시인대에 의해 형성된다.

## 구조
작은궁둥구멍은 다음과 같은 경계로 이루어진다.
- 앞쪽: 궁둥뼈결절
- 위쪽: 궁둥뼈가시와 엉치가시인대
- 뒤쪽: 엉치결절인대

다르게는 작은궁둥패임, 엉치가시인대, 엉치결절인대에 의해 경계지어질 수 있다.

## 기능

작은궁둥구멍을 통한 음부신경의 주행 경로.

다음 구조물들이 작은궁둥구멍을 통과한다.
- 속폐쇄근의 힘줄
- 속음부동맥, 속음부정맥
- 음부신경
- 속폐쇄근신경

## 같이 보기
- 큰궁둥구멍

## 참고 문헌
이 문서는 현재 퍼블릭 도메인에 속하는 그레이 해부학 제20판(1918) page 309의 내용을 기초로 작성된 글이 포함되어 있습니다.